# Iroha-Zaka

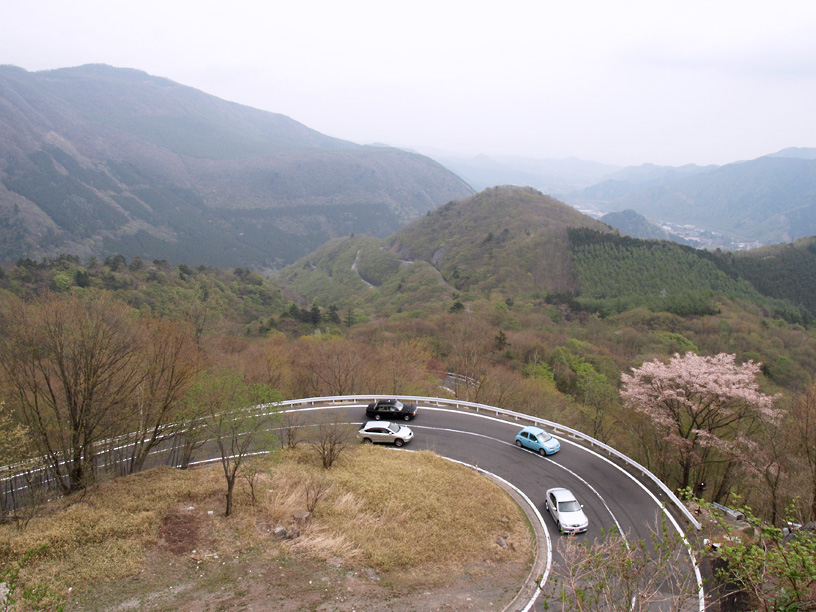

Iroha-Zaka (Montanha Iroha) é uma sinuosa rodovia localizada no Japão. Contando com 48 curvas, ela já apareceu no mangá de corrida Initial D e é ainda um importante local da história japonesa, pois os monges budistas atravessavam este caminho para ir em peregrinação até o lago Chuzenji.